# Marion-Dönhoff-Schule
Marion-Dönhoff-Schulen sind Schulen, die nach der Verlegerin Marion Gräfin Dönhoff (1909–2002) benannt wurden.

## Deutschland
- Gymnasien:
  - Marion-Dönhoff-Gymnasium (Hamburg) in Hamburg-Blankenese, 1890 gegründet, 2009 wurde das Gymnasium Willhöden nach Dönhöff benannt
  - Marion-Dönhoff-Gymnasium (Lahnstein) in Lahnstein, 1878 gegründet, 1999 wurde das Neusprachliche Gymnasium Lahnstein nach Dönhöff benannt
  - Marion-Dönhoff-Gymnasium (Mölln) in Mölln, 1998 gegründet, 2005 wurde das Gymnasium im Entstehen Mölln nach Dönhöff benannt
  - Marion-Dönhoff-Gymnasium (Nienburg) in Nienburg/Weser, 1887 gegründet, 2006 wurde die Hindenburgschule nach Dönhöff benannt

- Realschulen:
  - Marion-Dönhoff-Realschule (Brühl) in Brühl/Ketsch in Baden-Württemberg
  - Marion-Dönhoff-Realschule (Pulheim) in Pulheim (NRW)
  - Marion-Dönhoff-Realschule (Wissen) in Wissen im Westerwald

- Weitere Schulen:
  - Marion-Dönhoff-Schule in Wilhelmshaven, umbenannt 2010, ehemals Agnes-Miegel-Schule

## Andere Länder
- Polen
  - Marion-Dönhoff-Schule im masurischen Mikołajki (Nikolaiken), eingeweiht im Jahr 1995